# ساول غارسيا
ساول غارسيا (بالإسبانية: Saúl García)‏ (7 يونيو 1986 بليون في المكسيك - ) هو لاعب كرة قدم مكسيكي في مركز الوسط. لعب مع أتلانتي إف سي وكلوب ليون ونادي تيخوانا ونادي غوادالاخارا وطوروس نيزا.

## وصلات خارجية
- ساول غارسيا على موقع قاعدة بيانات كرة القدم.إي يو (الإنجليزية)